# Hilfskrankenhaus Oldenburg
Das Hilfskrankenhaus Oldenburg (i.O.) war ein voll funktionsfähiges Krankenhaus in Oldenburg. Es befand sich unter dem Schulzentrum Flötenteich in einer Bunkeranlage. Zweck der Anlage war die Bereitstellung einer Notfallversorgung für den Fall eines Angriffs mit Atom-, Bio- oder Chemiewaffen oder anderen Katastrophen. Da die Anlage als chirurgisches Krankenhaus konzipiert war, wären im Ernstfall nur schwer Verletzte aufgenommen worden. Das Krankenhaus war nie im Einsatz.

## Geschichte
Die Errichtung des Hilfskrankenhauses begann 1973 und wurde 1975 abgeschlossen. Bauherr war die Stadt Oldenburg, Entwurf und Bauleitung kamen vom Lüneburger Architekten H. Hagemann. Von 1978 bis 1979 gab es Ausbaumaßnahmen. Die Inbetriebnahme begann 1982 und war 1983 endgültig abgeschlossen.
Mit dem Ende des Kalten Krieges war das Bedrohungsszenario, für das die Anlage konzipiert wurde, zunehmend unwahrscheinlich. Daraufhin ging die Anlage im Jahr 1997 aus dem Besitz des Bundes in den Besitz der Stadt Oldenburg über. Mit der Übernahme durch die Stadt verlor die Anlage ihre Funktion als Hilfskrankenhaus und wurde als Sonderschutzraum klassifiziert. Die medizinische Ausstattung des Krankenhauses ging als humanitäre Hilfe unter anderem nach Kaliningrad, Moskau und Simbabwe.

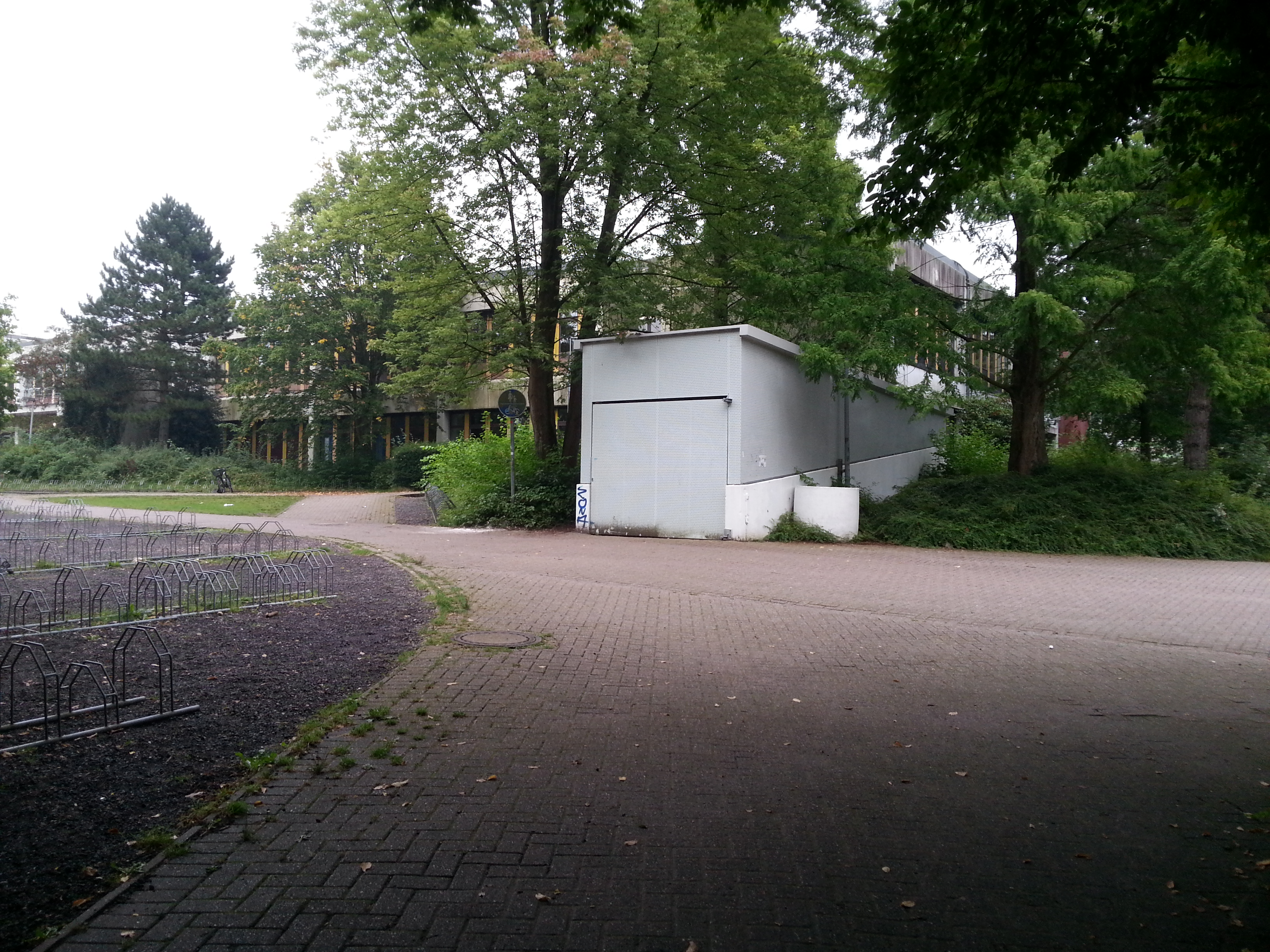
Haupteingang des Hilfskrankenhauses. Im Hintergrund ist die Schule zu erkennen. Die Verkleidung des Eingangs ist eine Anpassung, die nach der Umnutzung hinzugefügt wurde.

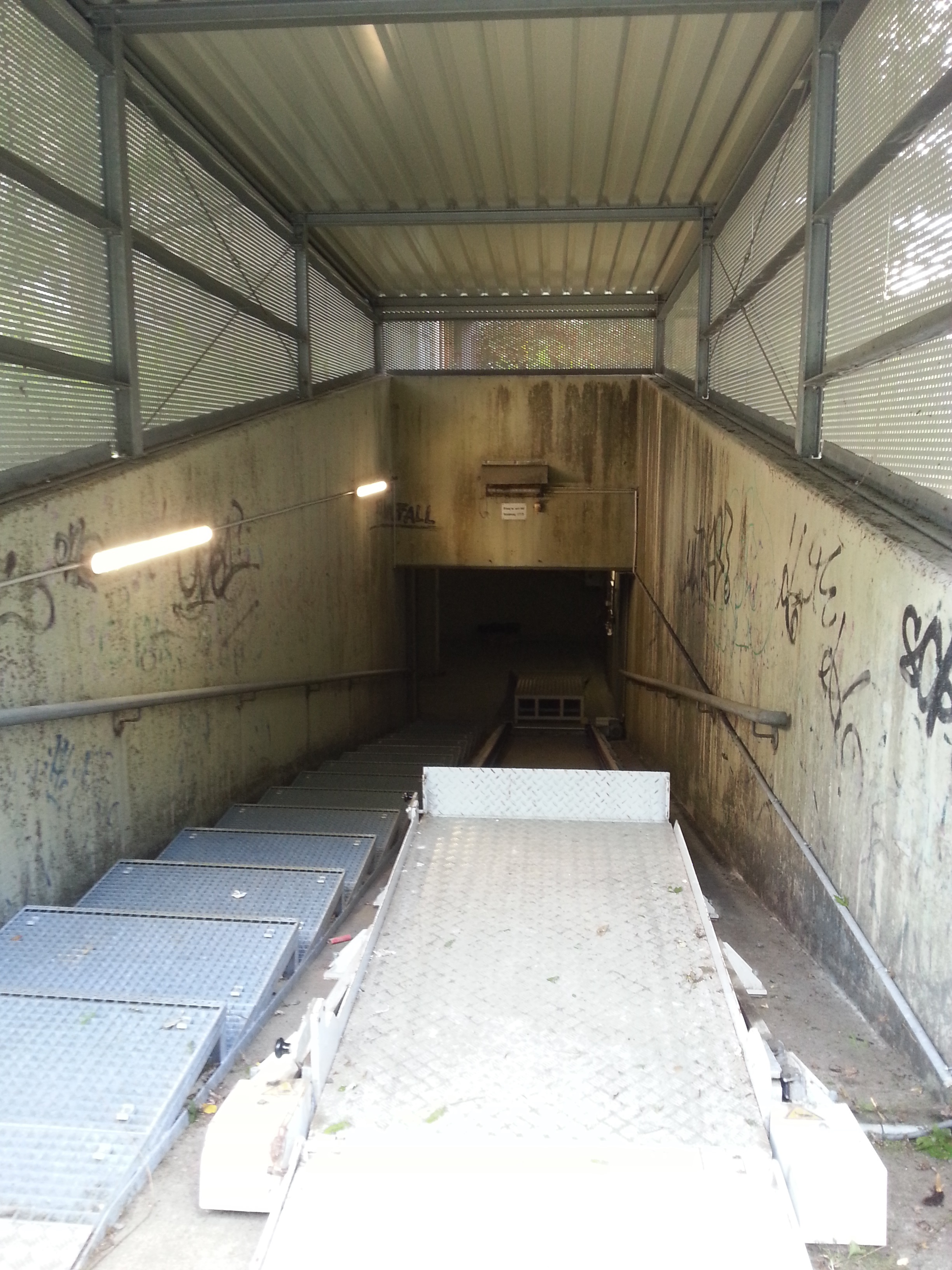
Eingang der Bunkeranlage

Im Laufe seiner Geschichte kam es zwar nie zu einem Ernstfall, dennoch wurde das Krankenhaus für einige Übungen und für eine kurzfristigen Unterbringung von 400 rumänischen Asylbewerbern verwendet. Heute dient die Anlage als Lager für Einrichtungen der Stadt und des Landes Niedersachsen. Für diesen Zweck wurden Umbaumaßnahmen an der Anlage vorgenommen.
In dem 2005 veröffentlichten Film Pssst! Keine Gespräche über Verschlusssachen von Farschid Ali Zahedi wird die Anlage anhand einer Führung, geleitet vom langjährigen Hausmeister der Anlage, vorgestellt.

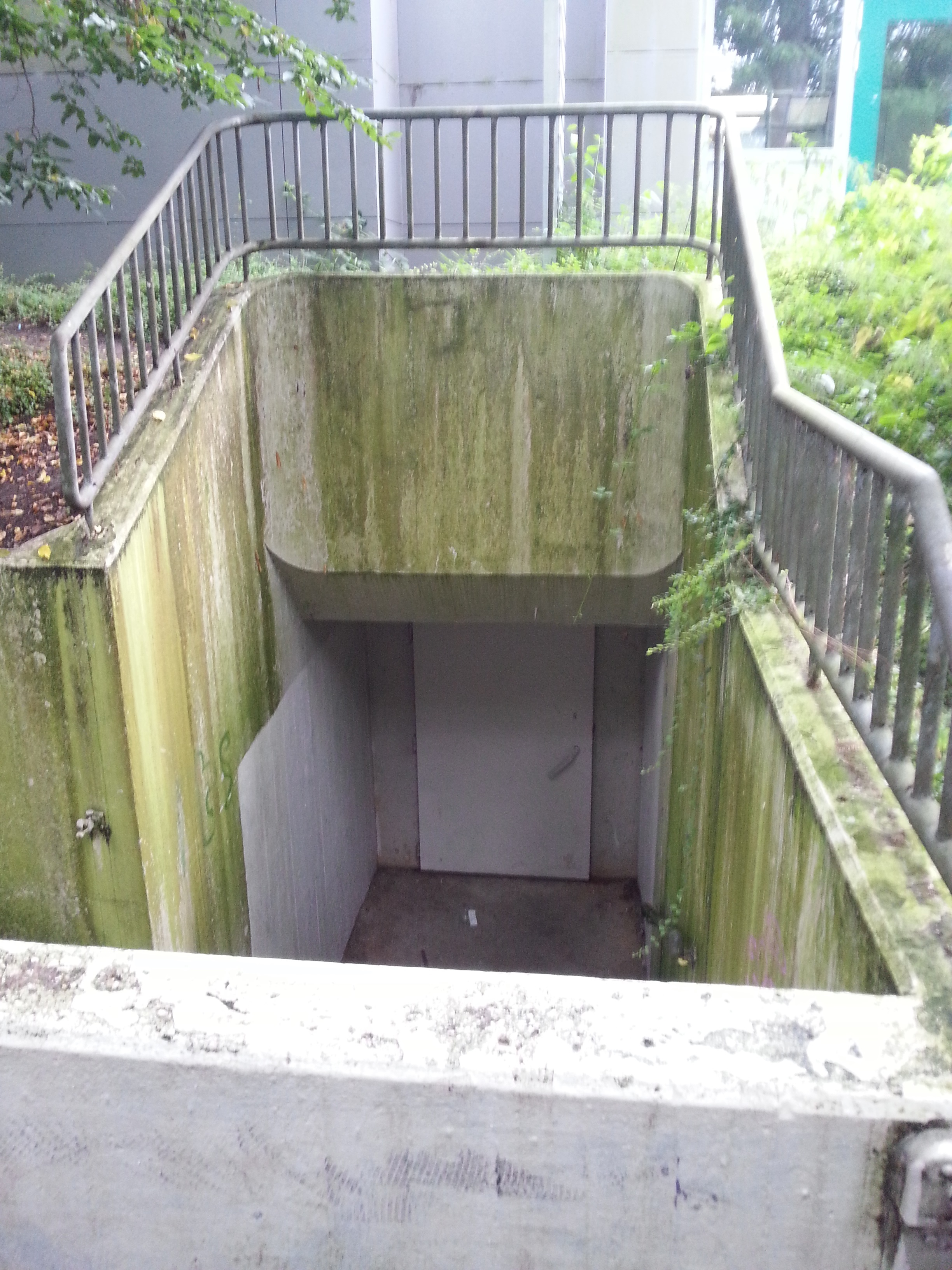
Nebeneingang

## Technisches
Das Hilfskrankenhaus Oldenburg bot Platz für 788 Patienten und 249 Mitarbeiter. 54 Betten standen für frisch Operierte zur Verfügung. Das Krankenhaus ist mit einer Fläche von 6405 Quadratmetern größer als die Schule, unter der es sich befindet. Es verfügt über drei Operationssäle, eine eigene Strom- und Wasserversorgung sowie über Dekontaminationseinrichtungen. Alle Eingänge des Krankenhauses sind mit Schleusen ausgestattet. Neben dem Haupteingang, der mit einer breiten Rampe versehen ist, verfügt es über drei weitere Eingänge. Zwei der Eingänge führen auf das Schulgelände, der dritte führt vom Inneren des Schulgebäudes in die Bunkeranlage. Für den Fall einer Zivilkatastrophe wären die Verletzten in der Pausenhalle der Schule zwischenversorgt worden.
Das Krankenhaus wird durch einen zentralen Flur gegliedert, von dem Stichgänge abzweigen. In der gesamten Anlage gibt es 131 Räume und 18 Stationen. Am Beginn des Flures liegt der Operations-Trakt mit drei Operationssälen, an ihn schließt sich der Frischoperiertentrakt an. Im hinteren Bereich des Krankenhauses befindet sich der Bettentrakt. 
Die Konzeption des Krankenhauses sah vor, 1050 Personen über einen Zeitraum von vier Wochen zu versorgen. Der Wasserbedarf des Krankenhauses liegt bei Volllast bei 30.000 Litern Kühlwasser und 5.000 Litern Trinkwasser pro Stunde. Dieser Wasserbedarf wäre im Notfall über einen eigenen, 60 Meter tiefen, Brunnen samt Trinkwasseraufbereitungsanlage gestillt worden. Im Normalbetrieb wäre das Wasser über das Netz der Stadt bezogen worden.